# Шунги (гора)
Шунги (фр. Choungui) — вулкан характерной конической формы, расположенный в заморском регионе Франции Майотте. Расположен на острове Майотта, принадлежащем к цепи Коморских островов. При высоте в 593 метра является одной из самых высоких точек региона, по высоте уступает только горе Бенара.
Вблизи вулкана находится деревня Шунги.

## Орнитологическая территория
Гора является высочайше точкой южной части острова. Гора покрыта лесом. Район горы площадью в 16000 км² объявлен орнитологической территорией, так как на её территории проживают значительные популяции Коморских оливковых голубей, Коморских голубых голубей, Майоттской белоглазки, Майоттской солнечной птицы, Коморского фоди. Местность также является домом для Phelsuma pasteuri и других видов. В прибрежной области проживают виды зелёная черепаха, Chelonioidea и бисса.